# مخطط غانت

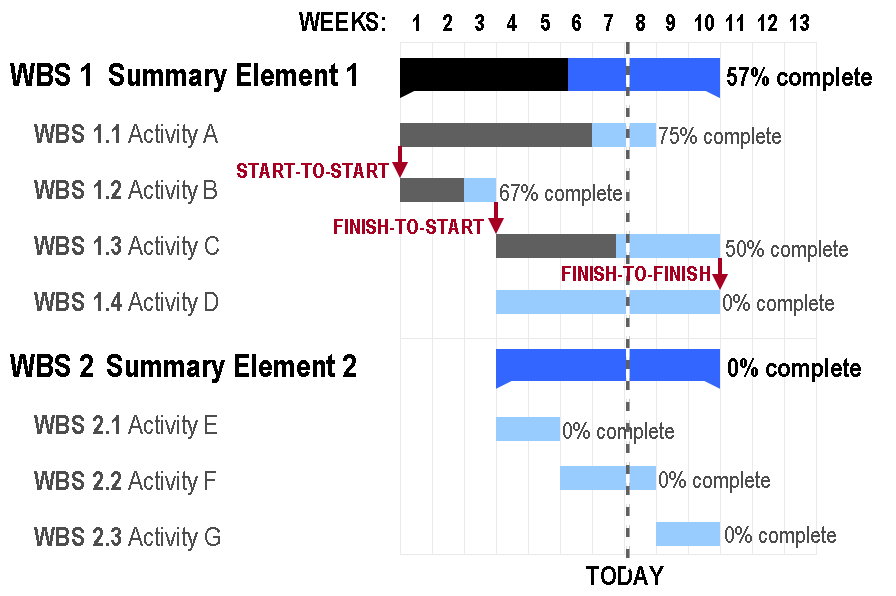
مخطط غانت تظهر ثلاثة أنواع من تبعيات الجدول الزمني (باللون الأحمر) في المئة ومؤشرات كاملة.

مخطط غانت هو نوع من التخطيط الشريطي يوضح الجدول الزمني للمشروع. توضح مخططات غانت تواريخ بدء وانتهاء من العناصر الفرعية وتلخص عناصر المشروع. العناصر الفرعية وملخص العناصر تؤلف تحليل نظم العمل في المشروع. أيضاً تظهر بعض مخططات غانت الاستقلالية (مثال: أسبقية الشبكة) العلاقات بين الأنشطة. يمكن لمخططات غانت أن تظهر الوضع الحالي للجدول الزمني باستخدام الظلال حسب نسبة استكمال العمل وخط طولي يمثل اليوم كما هو موضح هنا.
على الرغم من أنها تعد اليوم تقنية رسوم بيانية شائعة، إلا أن مخططات غانت أعتبرت ثورية عند استحداثها. عرفاناً بمساهمات هنري غانت، يمنح وسام هنري لورنس غنت للإنجاز المتميز في مجال إدارة وخدمة المجتمع.
يستخدم هذا المخطط أيضاً في تكنولوجيا المعلومات لتمثيل البيانات التي تم جمعها.

## التطور التاريخي
أول مخطط غانت معروفة وقد وضعت في عام 1896 من قبل كارول أدميكي، الذي وصفه بأنه خريطة زمنية. لم ينشر أدميكي مخططه حتى عام 1931، ومع ذلك، وعندئذ فقط في لغة لا تحظي بشعبية كبيرة في الغرب. المخطط مثلاً الذي يحمل الآن اسم هنري غانت (1861-1919)، الذي صمم المخطط له ما بين سنوات 1910-1915 وشاع ذكرها في الغرب.
في 1980s، سهلت الحاسبات الآلية إنشاء وتحرير خرائط غانت المفصلة. كانت هذه التطبيقات المكتبية موجهة أساسا لمديري المشاريع ومنظمي المشروع. في أواخر التسعينات وفي وقت مبكر من الألفية الثانية، أصبحت مخططات غانت سمة مشتركة في تطبيقات شبكة الإنترنت، بما في ذلك برامج المجموعات التعاونية.

## مزايا وقيود
أصبحت مخططات غانت تقنية عامة لتمثيل مراحل وأنشطة وتحليل نظم العمل للمشروع، حتى أنها أصبحت مفهومة لجمهور واسع.
يقع فيه من يوازن بين مخططات غانت مع تصميمات المشروع في خطأ شائع هو محاولتهم تحديد نظم عمل المشروع في نفس الوقت الذي يحددون فيه نشاطات الجدول.هذه الممارسة تجعل من الصعب جدا إتباع القاعدة 100 ٪. بدلاً من ذلك ينبغي أن تكون نظم عمل المشروع محددة لتتبع القاعدة بنسبة 100%، ثم يتم تصميم الجدول الزمني للمشروع.[بحاجة لمصدر]
على الرغم من أن مخطط غانت مفيد وذا قيمة للمشروعات الصغيرة في حدود ورقة أو شاشة واحدة، إلا إنها يمكن أن تصبح غير عملية تماماً مع المشاريع التي تزيد عن ثلاثين نشاط. مخططات غانت الأكبر قد لا تصبح مناسبة لأن تعرضها معظم أجهزة الكمبيوتر. وكان انتقاد متعلق بذلك هو أن توصيل مخططات غانت للمعلومات قليل نسبيا عند عرض كل منطقة علي حدة. وأن المشروعات غالبا ما تكون أكثر تعقيدا من أن تنقل على نحو فعال مع مخطط غانت.
لا تمثل مخططات غانت سوى جزء من ثلاثة أبعاد للمشاريع، لتركيزها في الأساس علي إدارة الجدول الزمني.وعلاوة على ذلك، فإن مخططات غانت لا تمثل حجم المشروع أو الحجم النسبي لعناصر العمل، وبالتالي فمن السهل أن يساء حساب أهمية حالة ما وراء الجدول.إذ ما تأخر مشروعين بنفس عدد الأيام عن موعدهما، فإن للمشروع الأكبر تأثير أكبر في استخدام الموارد، إلا أن مخططات غانت لا تمثل هذا الاختلاف.
على الرغم من أن برامج إدارة المشروع يمكن أن تظهر تبعيات الجدول الزمني كخطوط فاصلة بين الأنشطة، إلا أن عرض عدد كبير من التبعيات قد ينتج رسما بيانيا مشوش أو غير قابل للقراءة.
بسبب أن الخطوط الأفقية من مخطط غانت له ارتفاع ثابت، فإنه يمكن أن تسيء تقديم حجم العمل للمرحلة الزمنية (الاحتياجات من الموارد) للمشروع. في المثال المبين في هذا المقال، يظهر النشاطين هـ، ز في نفس الحجم، ولكنهما في الواقع قد يكونا مختلفين تماماً. وكان الانتقاد متعلق بذلك هو أن جميع أنشطة مخطط غانت تظهر حجم العمل المخطط له ككم ثابت.في الواقع، العديد من الأنشطة (وخاصة العناصر الموجزة) يكون لها خطط عمل مركزة في البداية أو في النهاية، وهكذا فإن مخططات غانت مع أسلوب النسبة المئوية المظللة قد يكون في الواقع توصيل سيئ لحالة الأداء الحقيقي للجدول.

## وصلات خارجية
- معلومات مخطط غانت، الاستخدامات، التاريخ والصور
- الأداة المجانية لمشروع غانت لجدولة المشاريع وإدارتها
- إنشاء مخطط غانت في التفوق ملحوظة الموقع لن يعمل من دون تثبيت مايكروسوفت أوفيس.
- إنشاء مخطط غانت في أوبن أوفيس.أورج احسب
- مناقشة قائمة منذ فترة طويلة  بشأن القيود المفروضة على غانت تنسيق التخطيط، والبدائل، على موقع إدوارد Tufte